# Fińscy posłowie do Parlamentu Europejskiego 1999–2004
Fińscy posłowie V kadencji do Parlamentu Europejskiego zostali wybrani w wyborach przeprowadzonych 13 czerwca 1999.

## Lista posłów
Wybrani z listy Partii Koalicji Narodowej (EPP-ED)
- Piia-Noora Kauppi
- Marjo Matikainen-Kallström
- Ilkka Suominen
- Ari Vatanen

Wybrani z listy Partii Centrum (ELDR)
- Mikko Pesälä
- Samuli Pohjamo
- Paavo Väyrynen
- Kyösti Virrankoski

Wybrani z listy Socjaldemokratycznej Partii Finlandii (PES)
- Ulpu Iivari
- Riitta Myller
- Reino Paasilinna

Wybrani z listy Ligi Zielonych (G-EFA)
- Uma Aaltonen, poseł do PE od 7 kwietnia 2003
- Matti Wuori

Wybrana z listy Szwedzkiej Partii Ludowej (ELDR)
- Astrid Thors

Wybrany z listy Sojuszu Lewicy (EUL/NGL)
- Esko Seppänen

Wybrana z listy Chrześcijańsko-Demokratycznej (EPP-ED)
- Eija-Riitta Korhola

Byli posłowie VI kadencji do PE
- Heidi Hautala (Liga Zielonych), do 25 marca 2003